# Campeonato de Fútbol Playa de Oceanía 2006
El Campeonato de Fútbol Playa de Oceanía 2006 fue la primera edición del torneo de fútbol playa a nivel de selecciones nacionales más importante del continente, el cual fue organizado por la OFC y que contó con la participación de 4 selecciones de Oceanía, otorgando un cupo directo a la Copa Mundial de Fútbol Playa FIFA 2006.
Islas Salomón venció en la final a Vanuatu para ganar el título por primera vez y clasificar por primera vez a la Copa Mundial de Fútbol Playa de FIFA.

## Participantes
| - Tahití - Islas Cook | - Islas Salomón - Vanuatu |

## Primera ronda
| Nación        | Pts. | J | G | P | GF | GC | GD  |
| ------------- | ---- | - | - | - | -- | -- | --- |
| Vanuatu       | 9    | 3 | 3 | 0 | 26 | 9  | +17 |
| Islas Salomón | 6    | 3 | 2 | 1 | 20 | 11 | +9  |
| Tahití        | 3    | 3 | 1 | 2 | 14 | 9  | +5  |
| Islas Cook    | 0    | 3 | 0 | 3 | 2  | 33 | -31 |

| Equipo 1      | Resultado | Equipo 2      |
| ------------- | --------- | ------------- |
| Vanuatu       | 9-4       | Islas Salomón |
| Tahití        | 8-1       | Islas Cook    |
| Islas Cook    | 1-12      | Vanuatu       |
| Islas Salomón | 3-2       | Tahití        |
| Islas Cook    | 0-13      | Islas Salomón |
| Vanuatu       | 5-4       | Tahití        |

## Fase final

### Tercer lugar
| Equipo 1 | Resultado | Equipo 2   |
| -------- | --------- | ---------- |
| Tahití   | 12-4      | Islas Cook |

### Final
| Equipo 1      | Resultado | Equipo 2 |
| ------------- | --------- | -------- |
| Islas Salomón | 6-2       | Vanuatu  |

## Campeón
| Campeonato de Fútbol Playa de Oceanía 2006 |
| ------------------------------------------ |
| Bandera de Islas Salomón                   |
| Islas Salomón 1º Título                    |

### Posiciones finales
| Pos. | Selección     |
| ---- | ------------- |
| 1    | Islas Salomón |
| 2    | Vanuatu       |
| 3    | Tahití        |
| 4    | Islas Cook    |